# Capasa annulata
Capasa annulata là một loài bướm đêm trong họ Geometridae.